# Suzukaze
Suzukaze (japonsky 長月) byl desátý a poslední torpédoborec třídy Širacuju japonského císařského námořnictva.
Na začátku druhé světové války podporoval japonskou invazi na Filipíny. Dne 4. února 1942 byl torpédován ponorkou USS Sculpin. Do služby se vrátil až v červenci 1942 a poté se zapojil do bojů v jižním Pacifiku. Během bojů o Guadalcanal se zúčastnil několika tokijských expresů a dělostřeleckých přepadů. Během bitvy u východních Šalomounů eskortoval konvoj s posilami pro Guadalcanal. Účastnil se též námořní bitvy u Guadalcanalu, bitvy u Tassafarongy a bitvy v zálivu Kula. Dne 25. ledna 1944 byl na cestě z Truku na Eniwetok torpédován a potopen ponorkou USS Skipjack

## Popis
Suzukaze, jakožto celá třída Širacuju, vycházel z podtřídy Ariake předchozí třídy Hacuharu.
V listopadu 1943 došlo pravděpodobně k demontáži 127mm dělové věže č. 2 na zádi a uvolněné místo bylo využito k instalaci dvou tříhlavňových 25mm kompletů.

## Služba
Při doprovodu konvoje z Truku na Eniwetok byl Suzukaze 25. ledna 1944 torpédován ponorkou USS Skipjack na pozici 8°51′ s. š., 157°10′ v. d.. Jeho potopení přežilo pouze 22 mužů, které zachránil doprovodný stíhač ponorek č. 33.
Dne 10. března 1944 byl Suzukaze vyškrtnut ze seznamu lodí japonského císařského námořnictva.